# 交響曲第8番 (ベートーヴェン)
交響曲第8番 ヘ長調 作品93（こうきょうきょくだい8ばん ヘちょうちょう さくひん93）は、ルートヴィヒ・ヴァン・ベートーヴェンが作曲した8番目の交響曲。

## 概要
1814年2月27日、交響曲第7番などとともに初演。7番のほうに人気が集中したのに対しベートーヴェンは「聴衆がこの曲（8番）を理解できないのはこの曲があまりに優れているからだ」と語ったという。ベートーヴェンの交響曲の中では比較的小規模で、従来の古典的な形式に則っているが、独創的な工夫と表現にあふれている。
なお、ベートーヴェンの9曲の交響曲のうち、この曲のみ誰にも献呈されなかった。

## 編成
| 木管         | 木管 | 金管         | 金管         | 打         | 打       | 弦              | 弦 |
| ------------ | ---- | ------------ | ------------ | ---------- | -------- | --------------- | -- |
| フルート     | 2    | ホルン       | 2            | ティンパニ | ●        | 第1ヴァイオリン | ●  |
| オーボエ     | 2    | トランペット | 2            | 他         |          | 第2ヴァイオリン | ●  |
| クラリネット | 2    | 他           |              | 他         | ヴィオラ | ●               |    |
| ファゴット   | 2    | 他           | チェロ       | 他         | ●        |                 |    |
| 他           |      | 他           | コントラバス | 他         | ●        |                 |    |

- 初演は木管楽器が倍で、楽譜には無いコントラファゴットが2本も追加されるなど大編成で演奏された(第7番参照)。

## 曲の構成
第1楽章 Allegro vivace e con brio 4分の3拍子 ヘ長調　
ソナタ形式（提示部反復指定あり）。序奏がなく、いきなり華やかなトゥッティで始められる。古典的な印象を受けるが、第2主題が6度の平行長調であるニ長調を通り、かつワルツ調に提示されるなど、工夫が見られる。スフォルツァンドを多用し、ヘミオラでリズムを刻む展開部はベートーヴェンには珍しく手短にまとまっているが、その分非常に密度が濃くなっている。有名な第5交響曲の第1楽章第1主題と同じ「タタタタッ」の形をオクターブに跳躍させてリズムをとっているのが特徴的である。再現部では、トゥッティがfffで鳴り響く中で低弦が第1主題を再現するが、音のバランスをとるのが難しく、指揮者の腕の見せ所となっている。第1主題の動機で曲を締めくくるのは第9の第1楽章とおなじである。
第5番の第1楽章同様ほとんどの演奏例で提示部が反復されている。
第2楽章 Allegretto scherzando 4分の2拍子 変ロ長調　
展開部を欠くソナタ形式。ハイドンの『時計』交響曲の第2楽章と同様に、木管がリズムを刻む中、弦により歌唱的な主題が歌われる。愛らしい楽章である。この交響曲は同時初演となった交響曲第7番同様、緩徐楽章を欠いており、第2楽章を実質的なスケルツォとする解釈もある。メトロノームの考案者メルツェルに贈ったカノン『親愛なるメルツェル』WoO 162の旋律を転用したと言われていたが、近年では、交響曲が先行しており、カノンはアントン・シンドラーによる偽作とする説が有力となっている。
第3楽章 Tempo di Menuetto 4分の3拍子 ヘ長調
複合三部形式。ベートーヴェンが交響曲の楽章として用いた唯一のメヌエット（第1番もメヌエットとの表示であるが、内容は明らかにスケルツォである）。ただし導入部にアクセントが付けられていたり、宮廷舞曲というよりもレントラー風であったりするなど、ベートーヴェンの独創性も十分である。トリオにおけるチェロパートの伴奏は3連符だけでまとまっておりスケルツォ的である。トリオのホルンとクラリネットの牧歌風の旋律は、作曲当時ベートーヴェンが滞在していたカルルスバートの郵便馬車の信号をもとにしたと言われている。
第4楽章 Allegro vivace 2分の2拍子 ヘ長調
自由なロンド形式（A-B-A'-A-B-A"-C-A-B-Coda）。ソナタ形式と見ることもでき、実際そのように解説されている場合もある。その場合、曲のほぼ半分に相当する前半部は完全にソナタ形式であるので（上記A'が展開部）後半の半分すべてがコーダ（上記A"以降）となるが、ベートーヴェンの交響曲における最終楽章のコーダは執拗で長大化する傾向があるので、コーダに第２の再現部が入っているという入れ子構造、あるいは提示部（上記A-B）が二度違う形で再現されるという（1回目の再現部はほぼ提示部の繰りかえし。2回目の再現部は他のベートーヴェンの再現部のように大幅に変奏されている）ロンド形式とソナタ形式の複合形式という見方もできる。6連符によるタタタタタタのリズムを特徴とし、強弱が激しく入れ替わる。終始6連符のリズムが保たれたままに展開される。楽器の演奏法ではティンパニとファゴットの1オクターブの跳躍が特徴的である。コーダは意表をつく転調によるパッセージが盛り込まれている。同じ和音を保持したまま楽器を次々に移り変わらせていく手法が使われている。

## 楽譜
第8番は初演パート譜(ベートーヴェンが現場で指示した修正が残っているかも知れない)がティンパニ・パートなど断片的にしか残っていないため、資料状況は第7番ほど良くない。しかしシュタイナー社による初版がベートーヴェンの交響曲では初めてスコアとパート譜の両方出版されるなど、第7番との共通点が多い。
自筆スコアが今日まで残っている。第1、2、4楽章がベルリンに、第3楽章はクラクフにある(分割された理由は第7番参照)。既述通り初演ではコントラファゴットが追加されていたが、初演に使われたパート譜が失われているので実際にどのような音が演奏されたのか詳細は不明(出版譜にも採用されていない)。コントラファゴットは10年後の交響曲第9番で個性的な方法で使用されることになる。
初演用のパート譜から集成されたスコア(第3楽章の部分だけベルリンにある)に基づいて版下用の筆写スコアをアントン・ディアベッリが新たに作成。出版前に校正刷りをベートーヴェンがチェック出来たのも第7番同様交響曲では初めての事である。12ページ分しか残っていないが、ベートーヴェンの修正指示があるので意向を知る手がかりとなる。
19世紀後半にブライトコプフ社から旧ベートーヴェン全集を出版されて以来、1世紀以上旧全集版(または部分的に改訂された版)が演奏されて来た。今日でも間違いなく重要な楽譜資料であり演奏にテキスト上の大問題があるわけではないが、全資料を網羅する今日の編集体制とは異なり特定のスコア資料を重用する傾向があるため、テキストが見直された。20世紀末ベーレンライター社からジョナサン・デル・マー（Jonathan Del Mar）校訂の原典版が、21世紀に入ってブライトコプフ社からもペーター・ハウシルト校訂の新原典版も出版され、2020年にはボン・ベートーヴェン研究所の編纂、エルンスト・ヘルトリヒ校訂(児島新の他界により引き継いだ)による新ベートーヴェン全集版もヘンレ社から刊行され、度々刊行延期された新全集版の交響曲の巻はようやく9曲が揃い、原典資料の評価が異なる三種類の新版を比較検討する事が可能になった。ただし出版スケジュールは生誕250年に間に合わせるための慌ただしさから、スタディ・スコアとブライトコプフ社の演奏譜(スコアとパート譜セット)発売が先行し、2020年上半期の時点で新全集版本体=校訂報告付き大型スコアは刊行時期未定である。